# Tomáš Mikinič
Tomáš Mikinič (* 22. listopadu 1992, Trnava) je slovenský fotbalový záložník, od září 2014 hostující v FC ViOn Zlaté Moravce z FC Spartak Trnava.

## Fotbalová kariéra
Svou fotbalovou kariéru začal v FC Spartak Trnava, kde se postupně přes mládežnické kategorie propracoval do prvního týmu. V roce 2013 odešel na hostování do FK Varnsdorf.
S Trnavou se představil v Evropské lize UEFA 2014/15.
Začátkem září 2014 odešel hostovat do FC ViOn Zlaté Moravce.